# Servei de companyia
Servei de companyia  (títol original: The Man from Elysian Fields) és una pel·lícula estatunidenca dirigida per George Hickenlooper i estrenada l'any 2001. Ha estat doblada al català

## Argument
Byron (Andy García) és escriptor. El seu primer llibre, al qual ha consagrat set anys de treball, no es ven. Enfrontat a deutes, la vida esdevé cada cop més difícil per a ell, la seva dona Dena (Julianna Margulies) i el seu petit. Malgrat els encoratjaments de Dena que li dona suport i l'empeny a perseverar, Byron veu el seu nou manuscrit rebutjat pel seu editor que considera el tema inadequat i rebutja d'ajudar-lo financerament.
Desesperat per la seva situació, Byron troba un vespre Luther (Mick Jagger) al taulell d'un bar. Al final de la conversa Luther li deixa la seva targeta. Dirigeix una agència d'escortes, "Elysian Fields", proporcionant homes a les dones soles  per a la tarda. Byron rebutja en un primer moment la proposició. No vol mentir ni enganyar Dena. Per donar gust a la seva dona, Byron ho accepta, com a última esperança de trobar una solució provisional a la seva falta de diners, de retrobar el seu gendre, que el menysprea i el considera com un perdut. Aquest rebutja ajudar-los.
Byron acaba llavors per tornar a veure Luther que li presenta Andrea (Olivia Williams), la jove esposa del cèlebre novel·lista Tobias Allcott (James Coburn), diverses vegades premiat amb el premi Pulitzer. Però Tobias és vell, molt malalt i desenganyat de l'existència.
El fet que Byron esdevingui el amant d'Andrea no impedeix que una simpatia neixi entre els dos escriptors. Fins al punt que Tobias sol·licita el parer i a continuació l'ajuda de l'amant de la seva dona pel seu últim manuscrit. Aquesta col·laboració inesperada - on el nom dels dos autors apareixerà a la coberta de l'obra - deixa finalment entreveure a Byron un futur millor. Es trasllada a una vila més confortable. La glòria literària sembla finalment somriure a Byron que  no obstant això ha de gestionar aquest repte d'escriptura en paral·lel a una situació afectiva cada cop més complexa i dolorosa.
Aquest film de Georges Hickenlooper reprèn el mite de Faust adaptant-lo a la dificultat de la creació literària, abordant l'amor i la superficialitat dels sentiments. Tracta de la degeneració per la prostitució sota el seu doble aspecte físic i intel·lectual, el menyspreu, la traïció i la impostura de les aparences, com pot desembocar en la utilització d'un negre literari.
Els noms dels personatges principals del film tenen una connotació simbòlica moral. Tobias és el nom d'un personatge tret de la Bíblia (El llibre de Tobies), Byron és el d'un cèlebre autor britànic (George Gordon Byron) i Luther és el del pare de la Reforma. El personatge de Mick Jagger evoluciona en efecte al film des del cinisme en una sensibilitat afectiva. Aquesta evolució fa referència a la qüestió de la Gràcia i de la Redempció. Aquest tema, diversament tractat a través de cada personatge, sembla el tema principal del film.

## Repartiment
- Andy García: Byron Tiller
- Mick Jagger: Luther
- Julianna Margulies: Dena
- Olivia Williams: Andrea
- James Coburn: Alcott
- Anjelica Huston: Jennifer Adler
- Xander Berkeley: Virgil Koster
- Richard Bradford: Edward Rogers